# Embassament de Bratsk
Embassament de Bratsk (rus: Бра́тское водохрани́лище) és un embassament al riu Angarà, situat a l'altiplà de Lena-Angara a l'óblast d'Irkutsk, Rússia. Rep el nom de la ciutat de Bratsk, la ciutat més gran adjacent a l'embassament. Té una superfície de 5,470 quilòmetres quatrats i un volum màxim de 169,27 quilòmetres cúbics.
La presa de formigó de la central hidroelèctrica de Bratsk es va començar a construir el 1967 i es va acabar el 1967. Té 125 metres d'alçada i 4.417 metres de llarg. El volum útil de l'embassament és de 35,41 km³, la profunditat mitjana és de 31 m, la profunditat màxima és de 101 m, el canvi de nivell durant la retirada de l'estació de bombament d'oli és de 7,08 m. El ferrocarril Baikal-Amur passa per la part superior de la presa. En el moment de la seva inauguració, l'embassament era l'embassament més gran del món. La seva capacitat d'energia elèctrica és de 4.500 MW. Avui dia, està classificada com la segona presa més gran del món.
Es va construir amb l'objectiu de desenvolupar el transport marítim, el ràfting de fusta, el subministrament d'aigua i la producció d'energia. La forma de l'embassament s'assembla a un drac.
Actualment l'embassament de Bratsk és polivalent i s'utilitza de manera integrada per a l'energia hidràulica, transport d'aigua, subministrament d'aigua, silvicultura, pesca i recreació. Hi ha 25 tipus de peixos diferents a l'embassament, 10 són aptes per a finalitats comercials. La qualitat de l'aigua s'ha classificat des de la categoria 2 "neta" fins a la categoria 5 "bruta", per diversos factors. L'aigua potable prové de les zones "netes".

## En literatura
La construcció èpica de la presa de Bratsk és el tema d'un llarg poema homònim de Ievgueni Ievtuixenko. Molt més tard (1976), l'impacte de la construcció de l'embassament en la vida dels vilatans d'aigües amunt, molts dels quals van haver de ser traslladats de les zones inundades, o van perdre algunes de les millors terres de les seves granges col·lectives, es va convertir en el motiu de la novel·la curta de Valentín Rasputín Прощание с Матёрой, Prosxànie s Matioroi [«L'adéu a Matiora»].